# Rigotte
Die Rigotte ist ein Fluss in Frankreich, der in den Regionen Bourgogne-Franche-Comté und Grand Est verläuft. Sie entspringt im Gemeindegebiet von La Rochelle, im Département Haute-Saône, und entwässert generell Richtung Südwest. Bei Farincourt wechselt sie ins Département Haute-Marne und versickert dort nach rund elf Kilometern im karstigen Untergrund (47° 41′ 28″ N, 5° 40′ 58″ O). In ihrem unterirdischen Verlauf wechselt sie wieder ins Département Haute-Saône, erreicht etwa sechs Kilometer weiter, beim Ort Fouvent-le-Bas, in der Gemeinde Fouvent-Saint-Andoche, als Karstquelle wieder die Oberfläche und mündet danach unmittelbar mit einer Gesamtlänge von etwa 17 Kilometern als linker Zufluss in den Vannon.

## Orte am Fluss
(Reihenfolge in Fließrichtung)
- La Rochelle
- Molay
- Charmes-Saint-Valbert
- Bourguignon-lès-Morey
- Farincourt
- Fouvent-le-Bas, Gemeinde Fouvent-Saint-Andoche